# Diglòssia
|  | No s'ha de confondre amb disglòssia. |

En lingüística, la diglòssia és una situació que es dona quan hi ha dues llengües relacionades de manera propenca, una de prestigi alt, que s'empra generalment pel govern i en texts formals, i una de prestigi baix, que és normalment la llengua vernacla parlada. El llenguatge de prestigi alt tendeix a ser el més formalitzat, i les seves formes i vocabulari sovint interfereixen el vernacle, tanmateix sovint en una forma canviada.
La situació sociolingüística és formalment de diglòssia quan la llengua dominada és majoritària en els estrats amb menys poder i prestigi de la societat, mentre que l'altra és pròpia de la classe o grup dominant, així com de l'exercici del poder administratiu.
Els membres de la classe inferior poden o bé acceptar que les llengües tenen funcions diferents i emprar-les segons la situació, o bé emprendre un procés de naturalització cap a la llengua dominant, assumint-la per a totes les situacions i emprant la llengua dominada només de manera residual. En aquestes situacions, la transmissió intergeneracional de la llengua dominada sempre és complicada i perd parlants a cada generació. En els parlants nadius, també pot produir-se l'atrició o pèrdua parcial de la pròpia llengua.
Es produeix un conflicte lingüístic cada vegada que els parlants de la llengua recessiva volen transcendir els límits imposats i normalitzar-la perquè ocupi el mateix lloc que la llengua dominant.

## Origen del terme
El terme francès diglossie va ser encunyat primer (com a traducció de διγλωσσία, del grec: bilingüisme) pel lingüista grec i demògraf Ioannis Psycharis. L'arabista William Marçais utilitzava el terme el 1930 per descriure la situació lingüística parlada als països àrabs. A l'article de Charles Ferguson «Diglossia» en el diari Word (1959), la diglòssia es descrivia com una classe de bilingüisme en una societat donada en la qual una de les llengües és (H) (de l'anglès high), és a dir, té prestigi alt, i una altra de les llengües és (L) (de l'anglès low), és a dir, té prestigi baix. En la definició de Ferguson, (H) i (L) són sempre propencs. Joshua Fishman també parla de diglòssia amb llengües inconnexes: «diglòssia estesa» (Fishman, 1967), per exemple Sànscrit com (H) i Kannada com (L) o Alsacià (Elsässisch) a Alsàcia com (L) i Francès com (H). Kloss anomena a (H) variant exoglòssia i a (L) variant endoglòssia.
En alguns casos, la natura de la connexió entre (H) i (L) és discutida; per exemple, Crioll Jamaicà com (L) i Anglès Estàndard com (H) a Jamaica.
(H) és normalment la llengua escrita mentre que (L) és la llengua parlada. (H) és utilitzat en situacions formals, i (L) és utilitzat en situacions informals.
En (L) les variants no són solament simplificacions de les variants (H). Moltes (L) llengües tenen certs trets que són més complexos que els llenguatges corresponents (H): alguns dialectes alemanys suïssos tenen /e/, /ɛ/ i /æ/ mentre Alemany Estàndard sols té /e/ i /ɛ/. El crioll jamaicà té menys fonemes vocàlics que l'Anglès estàndard, però té fonemes de /kʲ/ i /ɡʲ/ palatals addicionals.

## Aportació europea al concepte de diglòssia
Segons Boix i Vila (1998) durant els anys 60 i 70 del segle xx una gran part dels debats sociològics van ocupar-se de dos paradigmes de comprensió de la realitat social: el paradigma del conflicte i el paradigma del consens. Per les proposicions conflictivistes, la desigualtat social no és sinó el resultat de l'opressió d'un grup social que domina la resta de la societat. El paradigma del consens, en canvi, representat especialment pel funcionalisme de Talcott Parsons, considera que els sistemes socials són uns ens estructurats de manera complexa en què cadascuna de les institucions té una funció; quan aquesta funció deixa d'existir o passa a acomplir-se de faisó defectuosa, la mateixa dinàmica del sistema l'elimina de faisó espontània. El funcionalisme es basa en l'assumpció de la igualtat d'oportunitats de partida, per tant, les desigualtats no són percebudes com a injustícies sinó com a justa recompensa a l'esforç personal. El concepte de diglòssia en la sociolingüística americana es va desenvolupar al llarg dels anys 60 i 70 sota el paradigma funcionalista. Considerava que la distribució funcional de les llengües que es feia en societats multilingües es podia mantenir estable per un termini llarg de temps. En el pas d'aquest concepte al continent europeu, on la sociolingüística catalana va tenir un pes molt important, es va adaptar a les teories del conflicte.
Lluís Vicent Aracil, considerat el pare de la sociolingüística catalana, lligava la supervivència de la llengua a la seva capacitat per complir les funcions socials de cada comunitat. Quan això no s'esdevé es produeix un conflicte amb dues possibles sortides: o bé l'abandonament de la llengua i el seu reemplaçament per una altra (substitució), o bé la superació d'aquest dèficit (normalització).
Ben aviat aquesta proposta va derivar cap a una interpretació en què la tensió es produïa per la coexistència de dos idiomes en competència per unes mateixes funcions socials, i permeté la consideració de conflicte lingüístic com a modalitat de conflicte social. Aquesta posició és la que adoptà Ninyoles, el qual feu de l'anàlisi del conflicte lingüístic al País Valencià en termes sociològics, ideològics i de psicologia social el centre de la seva activitat.
L'adaptació europea del concepte de diglòssia implicava el reconeixement de les relacions de poder desigual que mostrava la diglòssia, i va aportar l'estudi de les llengües arrelades territorialment, que eren desplaçades en el contacte amb llengües expansives de l'Estat nació. La sociolingüística europea es va distanciar del punt de vista asincrònic que el concepte tenia al principi, i va destacar que la diglòssia era sols una fase en un procés de canvi social. Per tant, era inestable per naturalesa. Ninyoles afirma que la situació diglòssica, fundada en un desequilibri latent, conté factors d'inestabilitat que amenacen de trencar la suposada funcionalitat del sistema, i que, per tant, comporten un germen de superació. La seva superació passarà pel triomf d'algun dels dos estadis més estables, o bé l'extinció de la llengua en situació de minorització, o bé la reversió d'aquest procés mitjançant la normalització lingüística. Per a ell, les soles situacions viables són aquestes dues, i encara que poden competir i coexistir en el transcurs del temps, constitueixen els termes reals i últims del conflicte.
D'aquesta manera Ninyoles s'oposava als termes de consens en què Fishman exposava la diglòssia i afirmava que la diglòssia significa la superposició de dos idiomes o varietats lingüístiques —sovint com a expressió d'una jerarquia entre els grups i llur vinculació a un estatus cultural relativament compartimentalitzat.
També altres sociolingüistes catalans posaren en relleu la condició inestable de la diglòssia. Francesc Vallverdú afirmava que la discussió sobre l'existència o no de diglòssia als Països Catalans no pot fer-nos oblidar que el problema de fons és la presència d'un procés de substitució lingüística a favor del castellà, procés que, certament, és contrarestat per un altre de signe contrari de normalització lingüística, però que encara continua actuant. Per a aquests autors la diglòssia és doncs, un indicador d'un conflicte lingüístic que s'insereix en un conflicte social. Ninyoles escriu al respecte: «en parlar de conflicte lingüístic tractem doncs, d'un cas específic de conflicte social en el qual les diferències idiomàtiques poden convertir-se en símbol fonamental d'oposició política. Per bé que no sempre, el fenomen sol coincidir amb diferències de classe i d'estatus. La llengua constitueix l'element de cohesió primària que aguditza la consciència i aclareix la visibilitat d'aquelles diferències. Aquest fenomen sol estar subjacent en els processos de bilingüisme substitutiu o diglòssic. I els seus termes són l'assimilació jeràrquica al grup lingüístic en posició avantatjosa o la normalització lingüística.»
La sociolingüística catalana va adoptar el concepte de diglòssia per tal de prendre distància de la pretesa neutralitat amb què el franquisme descrivia, mitjançant el concepte de bilingüisme, l'expansió del castellà en les comunitats perifèriques. Aquesta adaptació del concepte de diglòssia a la realitat europea el va allunyar del marc consensualista per a situar-lo en un marc de relacions de poder desigual i inserit sobretot, en un procés de substitució. Boix i Vila afirmen en el seu Manual de Sociolingüística Catalana: «en un context en què els intel·lectuals del règim franquista exaltaven el bilingüisme "natural i tradicional" dels no castellanoparlants per negar-los fins i tot el dret a aprendre la seva llengua, el terme diglòssia permetia denunciar aquesta mitificació barroera del bilingüisme». D'ençà de mitjans dels anys vuitanta, el terme diglòssia ha anat restant postergat en la bibliografia sociolingüística catalana, la qual cada cop més s'hi refereix només en negatiu i per ressaltar que els territoris de llengua catalana no viuen pas una situació de diglòssia. No cal dir que una definició de diglòssia com la de Ferguson resulta inaplicable al cas català: les varietats en contacte són dues llengües, no dues varietats d'una mateixa llengua; la situació sociolingüística catalana no és ni ha estat mai estable, si més no, d'ençà del segle passat; la distribució funcional no es realitza entre A i B en primer lloc, sinó que depèn abans que res de la primera llengua del parlant (els catalanoparlants són bilingües, la gran part dels castellanoparlants no ho són.)
Actualment, arran del procés independentista que viu Catalunya, ha aparegut el debat sobre la posició que la llengua catalana hauria d'ocupar en una futura Catalunya independent, i les posicions conflictivistes i consensualistes han tornat a aflorar. Arran de la publicació del manifest Per un veritable procés de normalització lingüística a la Catalunya independentel grup Koiné ha tornat a posar damunt la taula el possible procés de substitució lingüística de la llengua catalana i els mitjans que haurien d'emprar-se per a temptar de revertir-lo. Com a resposta a aquest manifest, han vist la llum altres opinions i manifestos que el contradeien o el matisaven, deixant així el debat obert per a futures aportacions.

## Quan s'origina una tercera llengua?
Especialment en endoglòssia la forma (L) també pot ser anomenada «basilecte», i la forma (H) «acrolecte», i una forma intermèdia «mesolecte». S'ha de remarcar tanmateix que no hi ha cap «mesolecte» en l'alemany parlat de Suïssa i a Luxemburg.

## Alguns exemples
És controvertit si al Paraguai hi ha una forma de diglòssia. Guaraní i castellà són les dues llengües oficials del Paraguai. Alguns erudits sostenen que hi ha paraguaians que de fet no parlen Guaraní. Vegeu: Guaraní. El xinès també ofereix un cas interessant.
Els exemples clàssics de Ferguson inclouen l'Alemany Estàndard/Alemany Suís, Àrab Estàndard/Àrab vernacle, Francès Estandard/Crioll d'Haití, i Katharevousa/Dhimotiki a Grècia. Tanmateix, el Crioll es reconeix ara com a llengua estàndard a Haití. Els dialectes de l'alamànic parlat de Suïssa no són a penes llengües amb prestigi baix a Suïssa; i l'Àrab col·loquial té més prestigi en alguns aspectes que l'Àrab estàndard avui dia (vegeu: Chambers, Teoria Sociolingüística). I després del final del règim militar, el Dhimotiki es convertia a Grècia només en llengua estàndard (1976). Avui dia, el Katharevousa no s'utilitza. Harold Schiffman escriu sobre l'alàmanic parlat de Suïssa: «sembla que l'Alamànic suís consensuadament s'acceptava com una jerarquia diglòssica amb l'Alemany, però que aquest consens es trenqui ara.» Hi ha també commutació de codi al món àrab; segons Andrew Freeman això és «diferent de la descripció de Ferguson de diglòssia que manifesta que ambdues formes es distribueixen de manera complementària.» En certa manera, hi ha commutació de codi i superposició en totes les societats diglòssiques, fins i tot entre els parlants d'Alamànic Suís. A més, en la definició de Ferguson, la diglòssia no és bilingüisme; tanmateix això depèn de la definició del lingüista. Per exemple, les classes diferents d'àrab no són mútuament intel·ligibles; tot i que n'hi ha molts, però això també pot ser a causa d'exposició a varietats diferents més que les propietats lingüístiques inherents.
Els exemples on la dicotomia alt/baix es justifica en termes de prestigi social inclouen dialectes italians com (L) i italià estàndard com (H) a Itàlia, i dialectes alamànics, dialectes alemanys i alemany estàndard a Alemanya. A Itàlia i Alemanya, aquells parlants que encara parlen dialectes típics utilitzen el dialecte en situacions informals, especialment dins la família. Parlant de l'alamànic suís, d'altra banda, s'ha de dir que els dialectes alamànics suïssos són en certa manera fins i tot utilitzats a les escoles oralment i en una mesura més gran a les esglésies. Ramseier anomena al parlar alamànic de la diglòssia de Suïssa una «diglòssia medial», mentre que Felicity Rash prefereix «diglòssia funcional». Paradoxalment, l'alamànic suís ofereix als dos el millor exemple per a la diglòssia (tots els parlants són parlants nadius d'alamànic suís i, per tant, diglòssics) i el pitjor, perquè no hi ha cap jerarquia definida.

### El cas del català
El català és a la catalanofonia en una situació de diglòssia externa (potser se'n podria exceptuar el cas d'Andorra, malgrat que en aquest cas la pressió del castellà, del francès i del portuguès és molt forta); no només perquè les altres llengües (castellà, francès, italià) són els idiomes usats, en gran manera, pels organismes oficials corresponents; també es dona el cas que la immigració, almenys en el cas del castellà, ha estat tan forta en el segle xx, que ha fet que es pugui parlar d'un cas de diglòssia, produïda per l'augment relatiu de parlants del castellà. També s'ha d'esmentar el fet que tant el govern espanyol com el francès durant molts d'anys han deixat de banda l'escolarització en català per les seves respectives llengües. En el cas de l'Alguer el català és en greu perill, la qual cosa ha estat reconeguda per la UNESCO. Malgrat això el català és en greu perill a tot arreu per la pressió de les llengües oficials dels diferents estats.

### Tàmil
El tàmil és una llengua diglòssica. La forma clàssica (chentamil) de la llengua és diferent de la forma col·loquial (koduntamil). Aquesta diferència en la llengua ha existit d'ençà dels temps antics.
La forma clàssica es prefereix per escriure, i també s'utilitza per a parlar en públic. Mentre que el tàmil escrit és principalment estàndard al costat de diversos tàmils que es parlen a les distintes regions, la forma parlada de la llengua difereix àmpliament de la forma escrita.
Les novel·les, fins i tot les populars, utilitzen (H) per a tota la descripció i narració i utilitza (L) sols pel diàleg, si és que l'utilitzen gens. El variant (L) és sovint només utilitzada per al diàleg de parlants rurals o menys instruïts. Tot i que el poble tàmil en la conversa corrent utilitzarà (L), les novel·les sovint descriuen gent educada que parla en la forma (H).
A les diferents regions i castes predomina la forma (L). El Tàmil de la capital estatal Chennai (anteriorment Madras) és sovint força distint del que hom parla en qualsevol altre lloc. A causa de la seva proximitat a Andhra Pradesh, hi ha sovint més mots Telugu. La forma (L) de Chennai del tàmil també sovint té més mots d'urdú (o Deccani) que varietats de tàmil de qualsevol altre indret a l'estat. A causa del paper més gran d'anglès, el Tamil de Chennai també mostra una gran influència d'aquesta llengua. Naturalment, el Tàmil parlat a Sri Lanka, encara que és intel·ligible, també té diferències clares en el vocabulari i la pronunciació. Per tot l'estat, una divisió basada en la casta tripartida és també comuna. Brahmans i les Castes Plebees (anteriorment anomenats Intocables) parlen formes (L) de tàmil amb diferències gramaticals clares respecte als membres d'unes altres castes.